# Nadji
Nadji est un canton (et une localité) du Cameroun situé au sud du lac Tchad, dans le département du Logone-et-Chari et la Région de l'Extrême-Nord. Il fait partie de la commune de Goulfey.

## Population
Lors du recensement de 2005, on a dénombré 8 608 personnes dans le canton de Nadji et 696 dans le village du même nom.